# Filosofia de les ciències socials
La filosofia de les ciències socials és una disciplina que investiga el caràcter de ciència dels estudis socials, posat en qüestió enfront de les denominades ciències experimentals, així com els postulats teòrics que impulsen la recerca i descripció de fenòmens. Es divideix en diferents camps, segons les disciplines socials clàssiques: filosofia de la història, filosofia del dret...
La polèmica sobre l'estatus de les ciències socials rau a les següents característiques:
- l'observador no pot situar-se fora d'allò observat
- l'objectivitat o generalització és dubtosa quan es parla de trets culturals
- no usa lleis predictives o un llenguatge formal per descriure el seu camp d'estudi

Aquest debat incideix en la crítica sobre els mètodes d'anàlisi usats: si el positivisme sembla reduccionista per a parlar de fenòmens humans, que compten amb la llibertat i, per tant, no estan determinats d'antuvi, l'hermenèutica o la crítica cultural són titllades d'acientífiques, perquè depenen en part de la posició personal de l'estudiós enfront allò descrit.